# 1658
Portal Geschichte | Portal Biografien | Aktuelle Ereignisse | Jahreskalender | Tagesartikel

◄ |
16. Jahrhundert |
17. Jahrhundert
| 18. Jahrhundert | ►

◄ |
1620er |
1630er |
1640er |
1650er
| 1660er | 1670er | 1680er | ►

◄◄ |
◄ |
1654 |
1655 |
1656 |
1657 |
1658
| 1659 | 1660 | 1661 | 1662 | ► | ►►
Staatsoberhäupter  · Nekrolog   · Musikjahr
| Januar | Januar | Januar | Januar | Januar | Januar | Januar | Januar |
| Kw     | Mo     | Di     | Mi     | Do     | Fr     | Sa     | So     |
| ------ | ------ | ------ | ------ | ------ | ------ | ------ | ------ |
| 1      |        | 1      | 2      | 3      | 4      | 5      | 6      |
| 2      | 7      | 8      | 9      | 10     | 11     | 12     | 13     |
| 3      | 14     | 15     | 16     | 17     | 18     | 19     | 20     |
| 4      | 21     | 22     | 23     | 24     | 25     | 26     | 27     |
| 5      | 28     | 29     | 30     | 31     |        |        |        |

| Februar | Februar | Februar | Februar | Februar | Februar | Februar | Februar |
| Kw      | Mo      | Di      | Mi      | Do      | Fr      | Sa      | So      |
| ------- | ------- | ------- | ------- | ------- | ------- | ------- | ------- |
| 5       |         |         |         |         | 1       | 2       | 3       |
| 6       | 4       | 5       | 6       | 7       | 8       | 9       | 10      |
| 7       | 11      | 12      | 13      | 14      | 15      | 16      | 17      |
| 8       | 18      | 19      | 20      | 21      | 22      | 23      | 24      |
| 9       | 25      | 26      | 27      | 28      |         |         |         |

| März | März | März | März | März | März | März | März |
| Kw   | Mo   | Di   | Mi   | Do   | Fr   | Sa   | So   |
| ---- | ---- | ---- | ---- | ---- | ---- | ---- | ---- |
| 9    |      |      |      |      | 1    | 2    | 3    |
| 10   | 4    | 5    | 6    | 7    | 8    | 9    | 10   |
| 11   | 11   | 12   | 13   | 14   | 15   | 16   | 17   |
| 12   | 18   | 19   | 20   | 21   | 22   | 23   | 24   |
| 13   | 25   | 26   | 27   | 28   | 29   | 30   | 31   |

| April | April | April | April | April | April | April | April |
| Kw    | Mo    | Di    | Mi    | Do    | Fr    | Sa    | So    |
| ----- | ----- | ----- | ----- | ----- | ----- | ----- | ----- |
| 14    | 1     | 2     | 3     | 4     | 5     | 6     | 7     |
| 15    | 8     | 9     | 10    | 11    | 12    | 13    | 14    |
| 16    | 15    | 16    | 17    | 18    | 19    | 20    | 21    |
| 17    | 22    | 23    | 24    | 25    | 26    | 27    | 28    |
| 18    | 29    | 30    |       |       |       |       |       |

| Mai | Mai | Mai | Mai | Mai | Mai | Mai | Mai |
| Kw  | Mo  | Di  | Mi  | Do  | Fr  | Sa  | So  |
| 18  |     |     | 1   | 2   | 3   | 4   | 5   |
| 19  | 6   | 7   | 8   | 9   | 10  | 11  | 12  |
| 20  | 13  | 14  | 15  | 16  | 17  | 18  | 19  |
| 21  | 20  | 21  | 22  | 23  | 24  | 25  | 26  |
| 22  | 27  | 28  | 29  | 30  | 31  |     |     |
| --- | --- | --- | --- | --- | --- | --- | --- |

| Juni | Juni | Juni | Juni | Juni | Juni | Juni | Juni |
| Kw   | Mo   | Di   | Mi   | Do   | Fr   | Sa   | So   |
| ---- | ---- | ---- | ---- | ---- | ---- | ---- | ---- |
| 22   |      |      |      |      |      | 1    | 2    |
| 23   | 3    | 4    | 5    | 6    | 7    | 8    | 9    |
| 24   | 10   | 11   | 12   | 13   | 14   | 15   | 16   |
| 25   | 17   | 18   | 19   | 20   | 21   | 22   | 23   |
| 26   | 24   | 25   | 26   | 27   | 28   | 29   | 30   |

| Juli | Juli | Juli | Juli | Juli | Juli | Juli | Juli |
| Kw   | Mo   | Di   | Mi   | Do   | Fr   | Sa   | So   |
| ---- | ---- | ---- | ---- | ---- | ---- | ---- | ---- |
| 27   | 1    | 2    | 3    | 4    | 5    | 6    | 7    |
| 28   | 8    | 9    | 10   | 11   | 12   | 13   | 14   |
| 29   | 15   | 16   | 17   | 18   | 19   | 20   | 21   |
| 30   | 22   | 23   | 24   | 25   | 26   | 27   | 28   |
| 31   | 29   | 30   | 31   |      |      |      |      |

| August | August | August | August | August | August | August | August |
| Kw     | Mo     | Di     | Mi     | Do     | Fr     | Sa     | So     |
| ------ | ------ | ------ | ------ | ------ | ------ | ------ | ------ |
| 31     |        |        |        | 1      | 2      | 3      | 4      |
| 32     | 5      | 6      | 7      | 8      | 9      | 10     | 11     |
| 33     | 12     | 13     | 14     | 15     | 16     | 17     | 18     |
| 34     | 19     | 20     | 21     | 22     | 23     | 24     | 25     |
| 35     | 26     | 27     | 28     | 29     | 30     | 31     |        |

| September | September | September | September | September | September | September | September |
| Kw        | Mo        | Di        | Mi        | Do        | Fr        | Sa        | So        |
| --------- | --------- | --------- | --------- | --------- | --------- | --------- | --------- |
| 35        |           |           |           |           |           |           | 1         |
| 36        | 2         | 3         | 4         | 5         | 6         | 7         | 8         |
| 37        | 9         | 10        | 11        | 12        | 13        | 14        | 15        |
| 38        | 16        | 17        | 18        | 19        | 20        | 21        | 22        |
| 39        | 23        | 24        | 25        | 26        | 27        | 28        | 29        |
| 40        | 30        |           |           |           |           |           |           |

| Oktober | Oktober | Oktober | Oktober | Oktober | Oktober | Oktober | Oktober |
| Kw      | Mo      | Di      | Mi      | Do      | Fr      | Sa      | So      |
| ------- | ------- | ------- | ------- | ------- | ------- | ------- | ------- |
| 40      |         | 1       | 2       | 3       | 4       | 5       | 6       |
| 41      | 7       | 8       | 9       | 10      | 11      | 12      | 13      |
| 42      | 14      | 15      | 16      | 17      | 18      | 19      | 20      |
| 43      | 21      | 22      | 23      | 24      | 25      | 26      | 27      |
| 44      | 28      | 29      | 30      | 31      |         |         |         |

| November | November | November | November | November | November | November | November |
| Kw       | Mo       | Di       | Mi       | Do       | Fr       | Sa       | So       |
| -------- | -------- | -------- | -------- | -------- | -------- | -------- | -------- |
| 44       |          |          |          |          | 1        | 2        | 3        |
| 45       | 4        | 5        | 6        | 7        | 8        | 9        | 10       |
| 46       | 11       | 12       | 13       | 14       | 15       | 16       | 17       |
| 47       | 18       | 19       | 20       | 21       | 22       | 23       | 24       |
| 48       | 25       | 26       | 27       | 28       | 29       | 30       |          |

| Dezember | Dezember | Dezember | Dezember | Dezember | Dezember | Dezember | Dezember |
| Kw       | Mo       | Di       | Mi       | Do       | Fr       | Sa       | So       |
| -------- | -------- | -------- | -------- | -------- | -------- | -------- | -------- |
| 48       |          |          |          |          |          |          | 1        |
| 49       | 2        | 3        | 4        | 5        | 6        | 7        | 8        |
| 50       | 9        | 10       | 11       | 12       | 13       | 14       | 15       |
| 51       | 16       | 17       | 18       | 19       | 20       | 21       | 22       |
| 52       | 23       | 24       | 25       | 26       | 27       | 28       | 29       |
| 1        | 30       | 31       |          |          |          |          |          |

| Januar | Januar | Januar | Januar | Januar | Januar | Januar | Januar |
| Kw     | Mo     | Di     | Mi     | Do     | Fr     | Sa     | So     |
| ------ | ------ | ------ | ------ | ------ | ------ | ------ | ------ |
| 1      |        | 1      | 2      | 3      | 4      | 5      | 6      |
| 2      | 7      | 8      | 9      | 10     | 11     | 12     | 13     |
| 3      | 14     | 15     | 16     | 17     | 18     | 19     | 20     |
| 4      | 21     | 22     | 23     | 24     | 25     | 26     | 27     |
| 5      | 28     | 29     | 30     | 31     |        |        |        |

| Februar | Februar | Februar | Februar | Februar | Februar | Februar | Februar |
| Kw      | Mo      | Di      | Mi      | Do      | Fr      | Sa      | So      |
| ------- | ------- | ------- | ------- | ------- | ------- | ------- | ------- |
| 5       |         |         |         |         | 1       | 2       | 3       |
| 6       | 4       | 5       | 6       | 7       | 8       | 9       | 10      |
| 7       | 11      | 12      | 13      | 14      | 15      | 16      | 17      |
| 8       | 18      | 19      | 20      | 21      | 22      | 23      | 24      |
| 9       | 25      | 26      | 27      | 28      |         |         |         |

| März | März | März | März | März | März | März | März |
| Kw   | Mo   | Di   | Mi   | Do   | Fr   | Sa   | So   |
| ---- | ---- | ---- | ---- | ---- | ---- | ---- | ---- |
| 9    |      |      |      |      | 1    | 2    | 3    |
| 10   | 4    | 5    | 6    | 7    | 8    | 9    | 10   |
| 11   | 11   | 12   | 13   | 14   | 15   | 16   | 17   |
| 12   | 18   | 19   | 20   | 21   | 22   | 23   | 24   |
| 13   | 25   | 26   | 27   | 28   | 29   | 30   | 31   |

| April | April | April | April | April | April | April | April |
| Kw    | Mo    | Di    | Mi    | Do    | Fr    | Sa    | So    |
| ----- | ----- | ----- | ----- | ----- | ----- | ----- | ----- |
| 14    | 1     | 2     | 3     | 4     | 5     | 6     | 7     |
| 15    | 8     | 9     | 10    | 11    | 12    | 13    | 14    |
| 16    | 15    | 16    | 17    | 18    | 19    | 20    | 21    |
| 17    | 22    | 23    | 24    | 25    | 26    | 27    | 28    |
| 18    | 29    | 30    |       |       |       |       |       |

| Mai | Mai | Mai | Mai | Mai | Mai | Mai | Mai |
| Kw  | Mo  | Di  | Mi  | Do  | Fr  | Sa  | So  |
| 18  |     |     | 1   | 2   | 3   | 4   | 5   |
| 19  | 6   | 7   | 8   | 9   | 10  | 11  | 12  |
| 20  | 13  | 14  | 15  | 16  | 17  | 18  | 19  |
| 21  | 20  | 21  | 22  | 23  | 24  | 25  | 26  |
| 22  | 27  | 28  | 29  | 30  | 31  |     |     |
| --- | --- | --- | --- | --- | --- | --- | --- |

| Juni | Juni | Juni | Juni | Juni | Juni | Juni | Juni |
| Kw   | Mo   | Di   | Mi   | Do   | Fr   | Sa   | So   |
| ---- | ---- | ---- | ---- | ---- | ---- | ---- | ---- |
| 22   |      |      |      |      |      | 1    | 2    |
| 23   | 3    | 4    | 5    | 6    | 7    | 8    | 9    |
| 24   | 10   | 11   | 12   | 13   | 14   | 15   | 16   |
| 25   | 17   | 18   | 19   | 20   | 21   | 22   | 23   |
| 26   | 24   | 25   | 26   | 27   | 28   | 29   | 30   |

| Juli | Juli | Juli | Juli | Juli | Juli | Juli | Juli |
| Kw   | Mo   | Di   | Mi   | Do   | Fr   | Sa   | So   |
| ---- | ---- | ---- | ---- | ---- | ---- | ---- | ---- |
| 27   | 1    | 2    | 3    | 4    | 5    | 6    | 7    |
| 28   | 8    | 9    | 10   | 11   | 12   | 13   | 14   |
| 29   | 15   | 16   | 17   | 18   | 19   | 20   | 21   |
| 30   | 22   | 23   | 24   | 25   | 26   | 27   | 28   |
| 31   | 29   | 30   | 31   |      |      |      |      |

| August | August | August | August | August | August | August | August |
| Kw     | Mo     | Di     | Mi     | Do     | Fr     | Sa     | So     |
| ------ | ------ | ------ | ------ | ------ | ------ | ------ | ------ |
| 31     |        |        |        | 1      | 2      | 3      | 4      |
| 32     | 5      | 6      | 7      | 8      | 9      | 10     | 11     |
| 33     | 12     | 13     | 14     | 15     | 16     | 17     | 18     |
| 34     | 19     | 20     | 21     | 22     | 23     | 24     | 25     |
| 35     | 26     | 27     | 28     | 29     | 30     | 31     |        |

| September | September | September | September | September | September | September | September |
| Kw        | Mo        | Di        | Mi        | Do        | Fr        | Sa        | So        |
| --------- | --------- | --------- | --------- | --------- | --------- | --------- | --------- |
| 35        |           |           |           |           |           |           | 1         |
| 36        | 2         | 3         | 4         | 5         | 6         | 7         | 8         |
| 37        | 9         | 10        | 11        | 12        | 13        | 14        | 15        |
| 38        | 16        | 17        | 18        | 19        | 20        | 21        | 22        |
| 39        | 23        | 24        | 25        | 26        | 27        | 28        | 29        |
| 40        | 30        |           |           |           |           |           |           |

| Oktober | Oktober | Oktober | Oktober | Oktober | Oktober | Oktober | Oktober |
| Kw      | Mo      | Di      | Mi      | Do      | Fr      | Sa      | So      |
| ------- | ------- | ------- | ------- | ------- | ------- | ------- | ------- |
| 40      |         | 1       | 2       | 3       | 4       | 5       | 6       |
| 41      | 7       | 8       | 9       | 10      | 11      | 12      | 13      |
| 42      | 14      | 15      | 16      | 17      | 18      | 19      | 20      |
| 43      | 21      | 22      | 23      | 24      | 25      | 26      | 27      |
| 44      | 28      | 29      | 30      | 31      |         |         |         |

| November | November | November | November | November | November | November | November |
| Kw       | Mo       | Di       | Mi       | Do       | Fr       | Sa       | So       |
| -------- | -------- | -------- | -------- | -------- | -------- | -------- | -------- |
| 44       |          |          |          |          | 1        | 2        | 3        |
| 45       | 4        | 5        | 6        | 7        | 8        | 9        | 10       |
| 46       | 11       | 12       | 13       | 14       | 15       | 16       | 17       |
| 47       | 18       | 19       | 20       | 21       | 22       | 23       | 24       |
| 48       | 25       | 26       | 27       | 28       | 29       | 30       |          |

| Dezember | Dezember | Dezember | Dezember | Dezember | Dezember | Dezember | Dezember |
| Kw       | Mo       | Di       | Mi       | Do       | Fr       | Sa       | So       |
| -------- | -------- | -------- | -------- | -------- | -------- | -------- | -------- |
| 48       |          |          |          |          |          |          | 1        |
| 49       | 2        | 3        | 4        | 5        | 6        | 7        | 8        |
| 50       | 9        | 10       | 11       | 12       | 13       | 14       | 15       |
| 51       | 16       | 17       | 18       | 19       | 20       | 21       | 22       |
| 52       | 23       | 24       | 25       | 26       | 27       | 28       | 29       |
| 1        | 30       | 31       |          |          |          |          |          |

## Ereignisse

### Politik und Weltgeschehen

#### Zweiter Nordischer Krieg

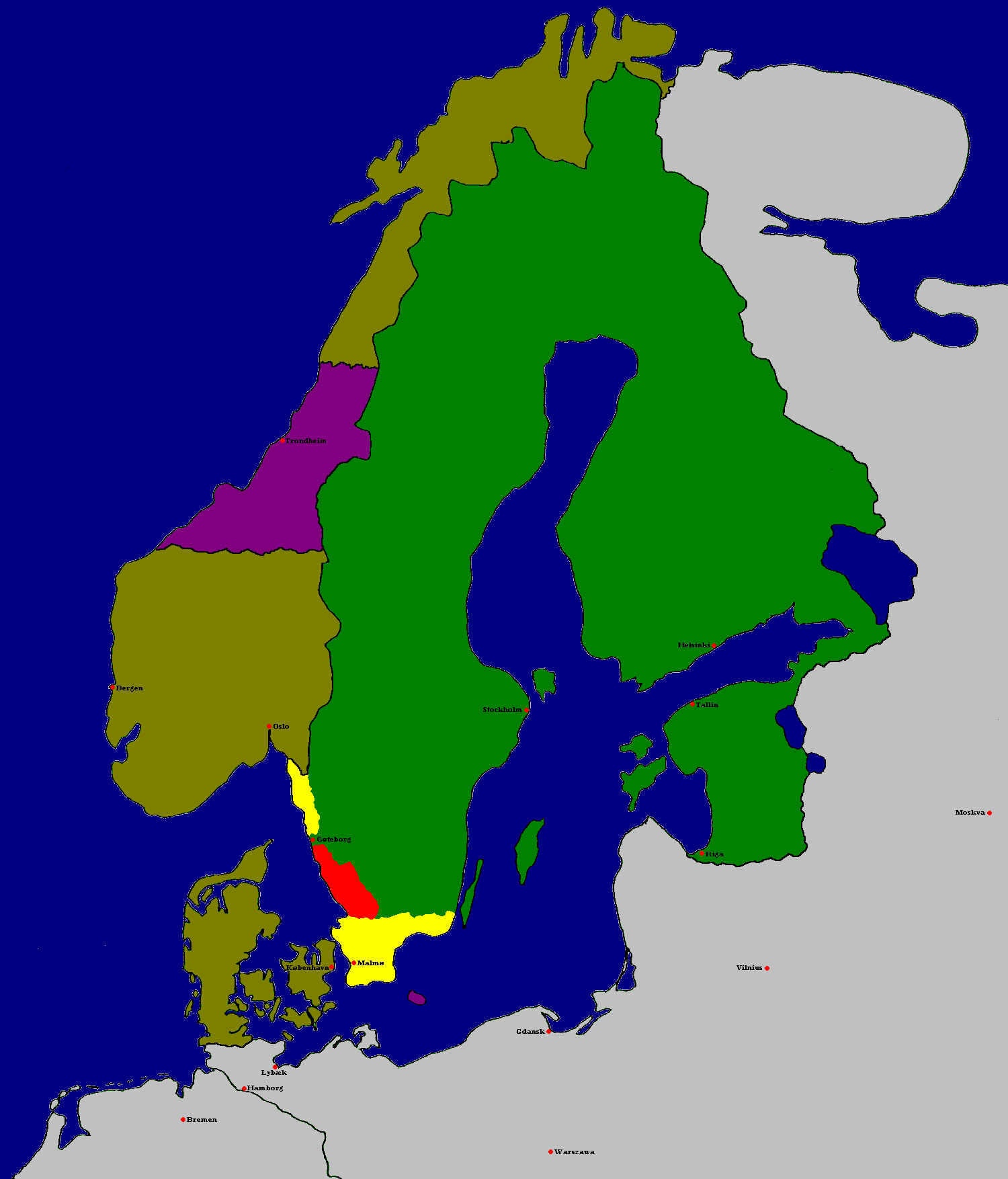
Schwedische Gebietsgewinne im Frieden von Roskilde

- 30. Januar: Karl X. überquert mit seinen schwedischen Truppen den Kleinen Belt, eine Woche später zieht das schwedische Heer von Fünen weiter über den Großen Belt nach Seeland. Der dänische König Friedrich III., der sich auf Seeland hinreichend sicher gefühlt hat, hat aus diesem Grund kein kampfbereites Heer zur Verfügung. So kommt es noch im Februar zu Friedensverhandlungen, da die dänische Reichsführung wie gelähmt ist.
- 26. Februar: Schweden und Dänemark-Norwegen schließen den Frieden von Roskilde zur Beendigung des Dänischen Krieges. Dänemark-Norwegen verliert Blekinge, Schonen, Halland und Båhuslän, das am 18. März übergeben wird. Dazu kommt der Verlust von Trondheims len und Romsdal, die am 1. Mai an Schweden übergeben werden. Norwegen ist damit zweigeteilt.

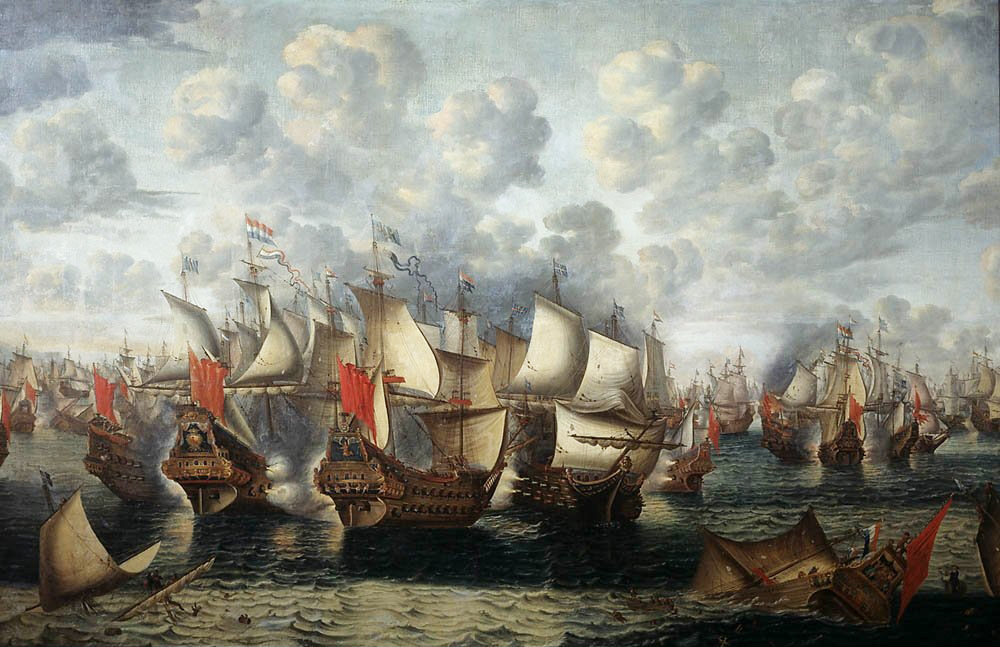
Seeschlacht im Öresund, erste Phase, Jan Abrahamszoon Beerstraten, 1660

- 8. November: Im Zweiten Nordischen Krieg bleibt in der Seeschlacht im Öresund die niederländische Flotte der Republik der Sieben Vereinigten Provinzen gegenüber der schwedischen Flotte unter dem Befehl Carl Gustaf Wrangels siegreich.
- Im  Russisch-Schwedischen Krieg besiegen die Russen unter Iwan Andrejewitsch Chowanski die Schweden bei Gdow. Am 20. Dezember wird der Waffenstillstand von Valiesar geschlossen. Er sieht vor, dass Russland zunächst für drei Jahre die eroberten Gebiete im heutigen Lettland und Estland behalten darf.

#### England / Frankreich / Spanien / Portugal

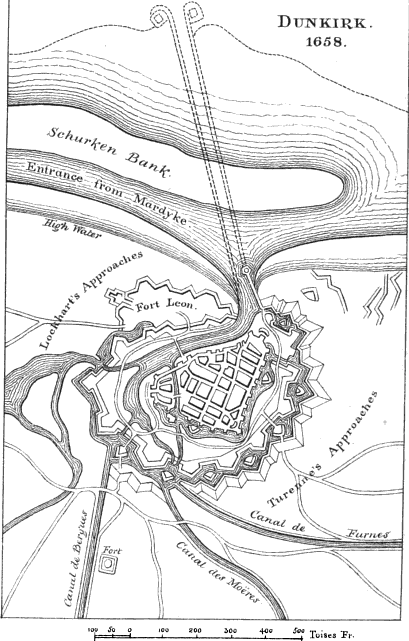
Die Belagerung von Dünkirchen 1658

- 14. Juni: Eine 26.000 Mann starke französisch-englische Armee unter dem französischen Marschall Turenne besiegt in der Schlacht in den Dünen bei Dünkirchen ein 15.000 Mann starkes spanisches Entsatz-Heer. Die Schlacht ist Teil des Französisch-Spanischen Krieges ebenso wie des Englisch-Spanischen Krieges.
- 25. Juni: Die seit einem Monat belagerte Stadt Dünkirchen in den Spanischen Niederlanden ergibt sich den Franzosen. Kardinal Jules Mazarin gibt die Stadt auf Grund von Bündnisabkommen an die Engländer weiter.
- 3. September: Nach dem Tod von Oliver Cromwell wird sein Sohn Richard Lordprotektor im Commonwealth of England, der dieser Aufgabe allerdings nicht gewachsen ist.
- 17. September: Im Restaurationskrieg erleiden portugiesische Truppen unter João Rodrigues de Vasconcelos e Sousa, 2. Graf von Castelo Melhor, in der Schlacht von Vilanova bei Vila Nova de Cerveira am südlichen Ufer des Flusses Minho eine Niederlage gegen die spanische Armee, geführt von Rodrigo Pimentel, Marquis von Viana. Die Spanier erobern in den nächsten Monaten Monção, Salvaterra de Miño und weitere portugiesische Forts.

#### Heiliges Römisches Reich

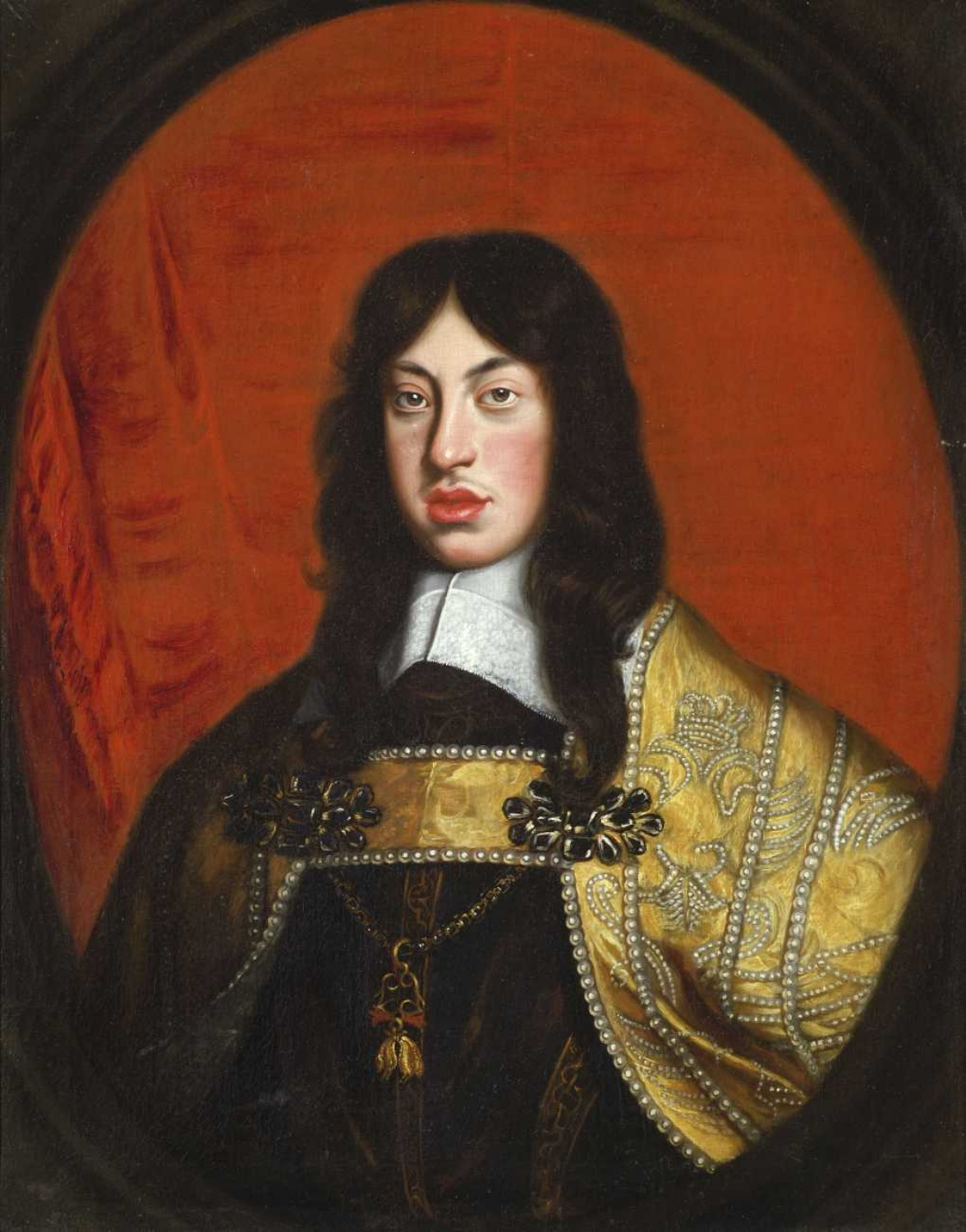
Kaiser Leopold I.

- 18. Juli: Der 14-jährige Leopold I. wird zum römisch-deutschen Kaiser gewählt. Erst nach langwierigen Verhandlungen mit den Kurfürsten kann er sich gegen den französischen König Ludwig XIV. durchsetzen, der sich ebenfalls zur Wahl stellt. Die Krönung erfolgt am 1. August.

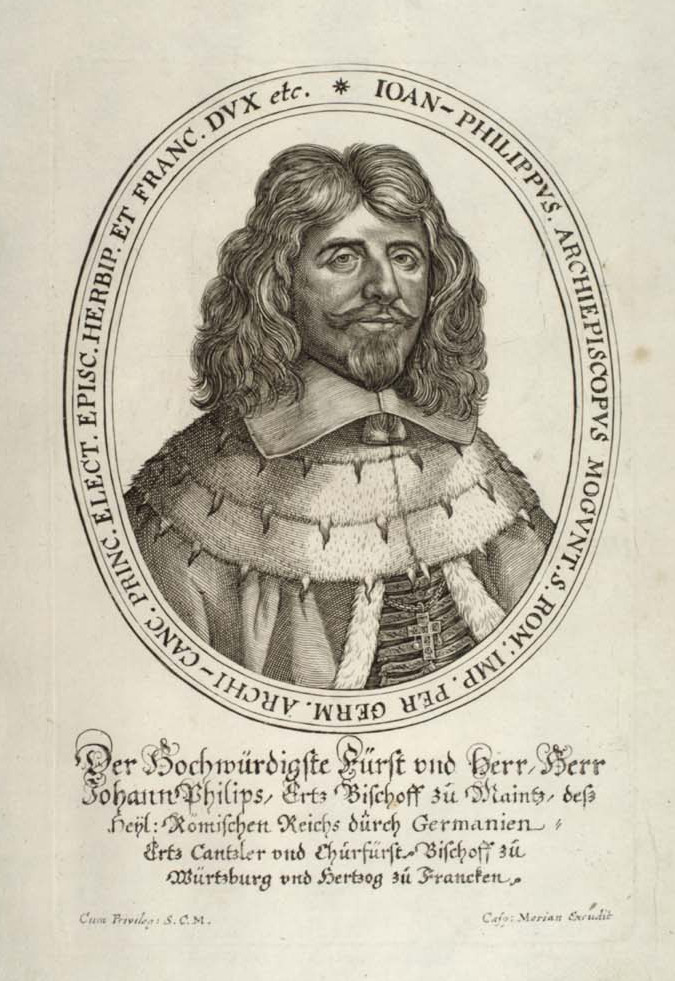
Johann Philipp von Schönborn; Darstellung in einem Krönungsdiarium von 1658

- 14. August: Mehrere weltliche und geistliche Reichsfürsten gründen auf Initiative des Erzbischofs von Mainz und Reichserzkanzlers Johann Philipp von Schönborn den Ersten Rheinbund (auch Rheinische Allianz genannt) als Defensivbündnis gegen den römisch-deutschen Kaiser für die vorläufige Dauer von drei Jahren. Frankreich tritt dem Bund ebenfalls bei.
- Beginn des Baus der Festung Berlin (abgeschlossen 1683 mit dem Leipziger Tor)

#### Asien
- 22. Juni: Mit der Einnahme der Stadt Jaffna gelingt es den Niederländern, die Portugiesen vollständig von der Insel Ceylon zu verdrängen.
- 31. Juli: Aurangzeb setzt nach erfolgreichem Krieg mit den Brüdern seinen Vater Shah Jahan, den Bauherrn des Taj Mahal, gefangen und übernimmt die Herrschaft im Mogulreich.

### Wirtschaft
- Anlässlich seines Reichsvikariats lässt Johann Georg II., Kurfürst von Sachsen, seit dem Tod Kaiser Ferdinand III. im Vorjahr in der Münzstätte Dresden Vikariatsmünzen prägen. Mit der Krönung Leopolds I. am 1. August endet das Reichsvikariat.
- In Kursachsen beginnt die Prägung des Erbländischen Talers.

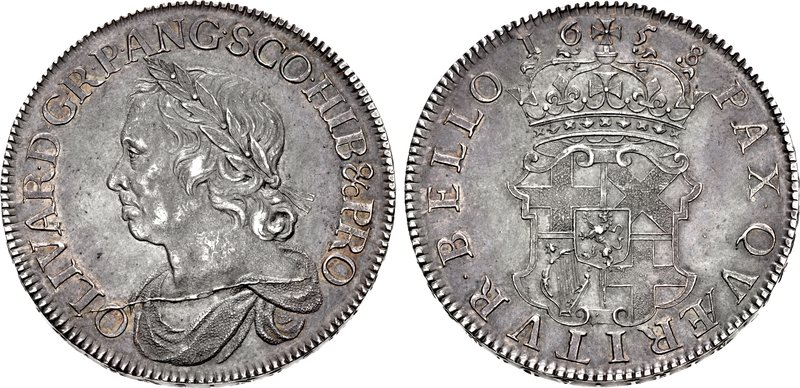
Cromwelltaler von 1658 – der Stempelriss wurde mit der Enthauptung nach seinem Tod in Verbindung gebracht

- Im Commonwealth of England wird der Cromwelltaler geprägt.

### Wissenschaft und Technik

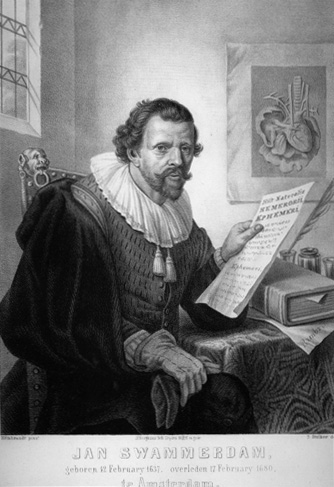
Jan Swammerdam

- Der niederländische Naturforscher Jan Swammerdam beschreibt erstmals die von ihm unter dem Mikroskop beobachteten roten Blutkörperchen.
- Johann Jakob Wepfer beschreibt die Blutversorgung des Gehirns und veröffentlicht eine Sammlung klassischer Behandlungsmöglichkeiten für Schlaganfälle mit dem Titel Apoplexie.

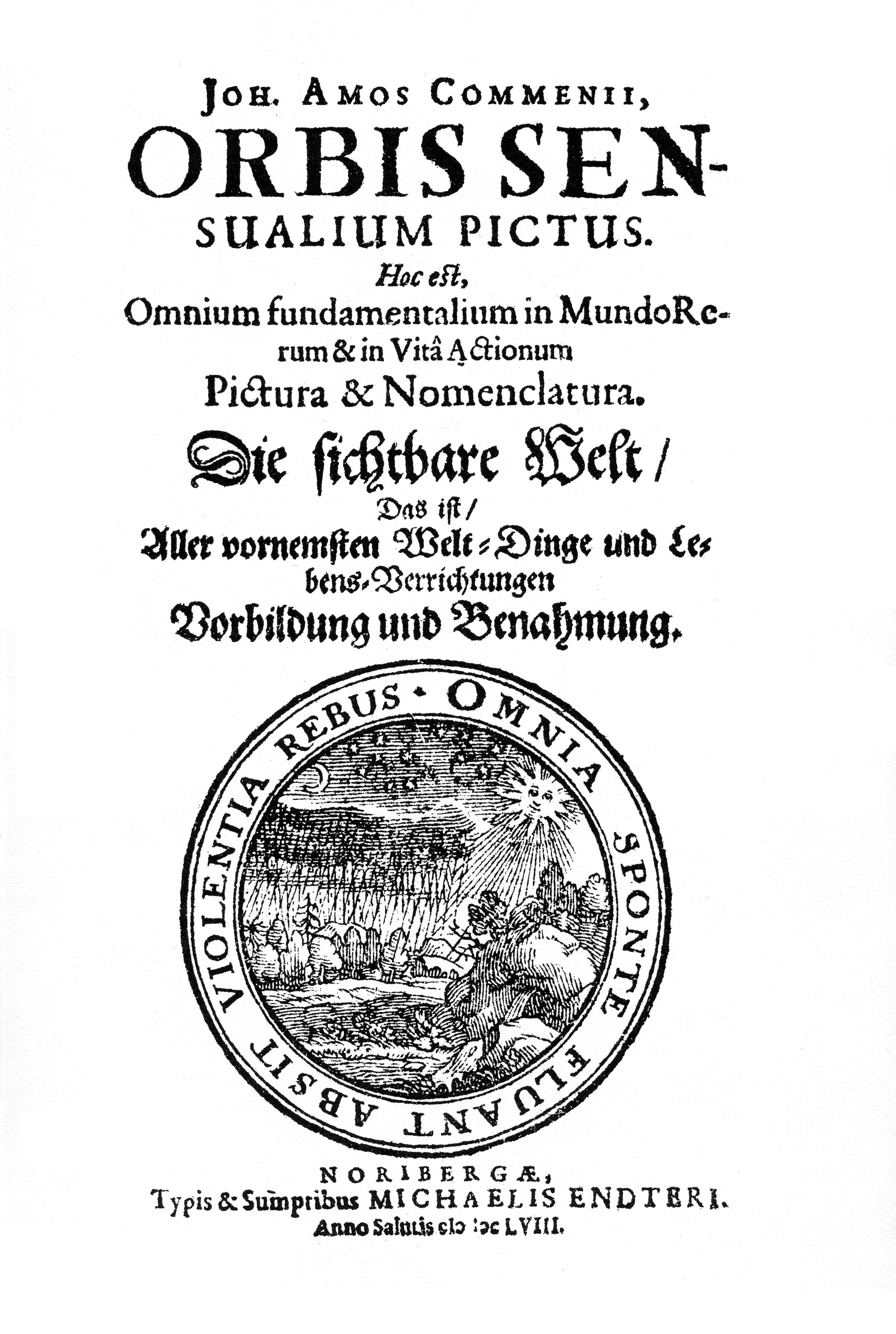
Titelblatt des Orbis pictus

- In Nürnberg erscheint das erste Schulbuch, zugleich auch Bildlexikon, der Orbis sensualium pictus von Johann Amos Comenius. Das vom deutschen Dichter Sigmund von Birken bearbeitete Werk ist bis ins 19. Jahrhundert gebräuchlich und somit für den deutschen Wortschatz prägend.

### Kultur

#### Bildende Kunst
- Auf dem Quirinal in Rom beginnt nach Plänen von Gian Lorenzo Bernini der Bau der Kirche Sant’Andrea al Quirinale.

#### Musik
- Heinrich Held veröffentlicht das Adventlied Gott sei Dank durch alle Welt.

### Religion
- Das Dominikanerkloster St. Nicolai in Chur wird als Spätfolge der Bündner Wirren endgültig aufgehoben.

## Historische Karten und Ansichten

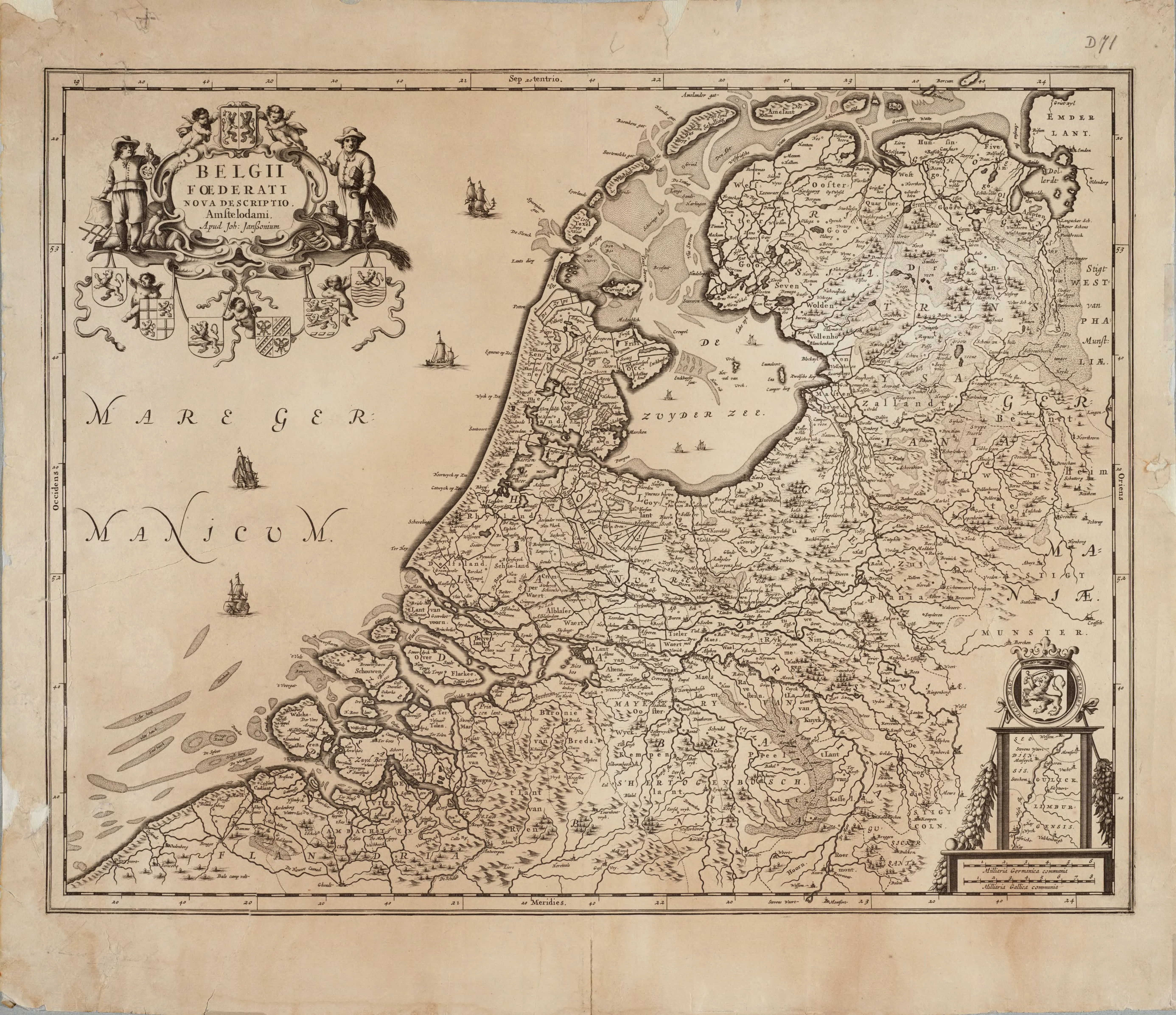
Republik der Sieben Vereinigten Provinzen (Niederlande)
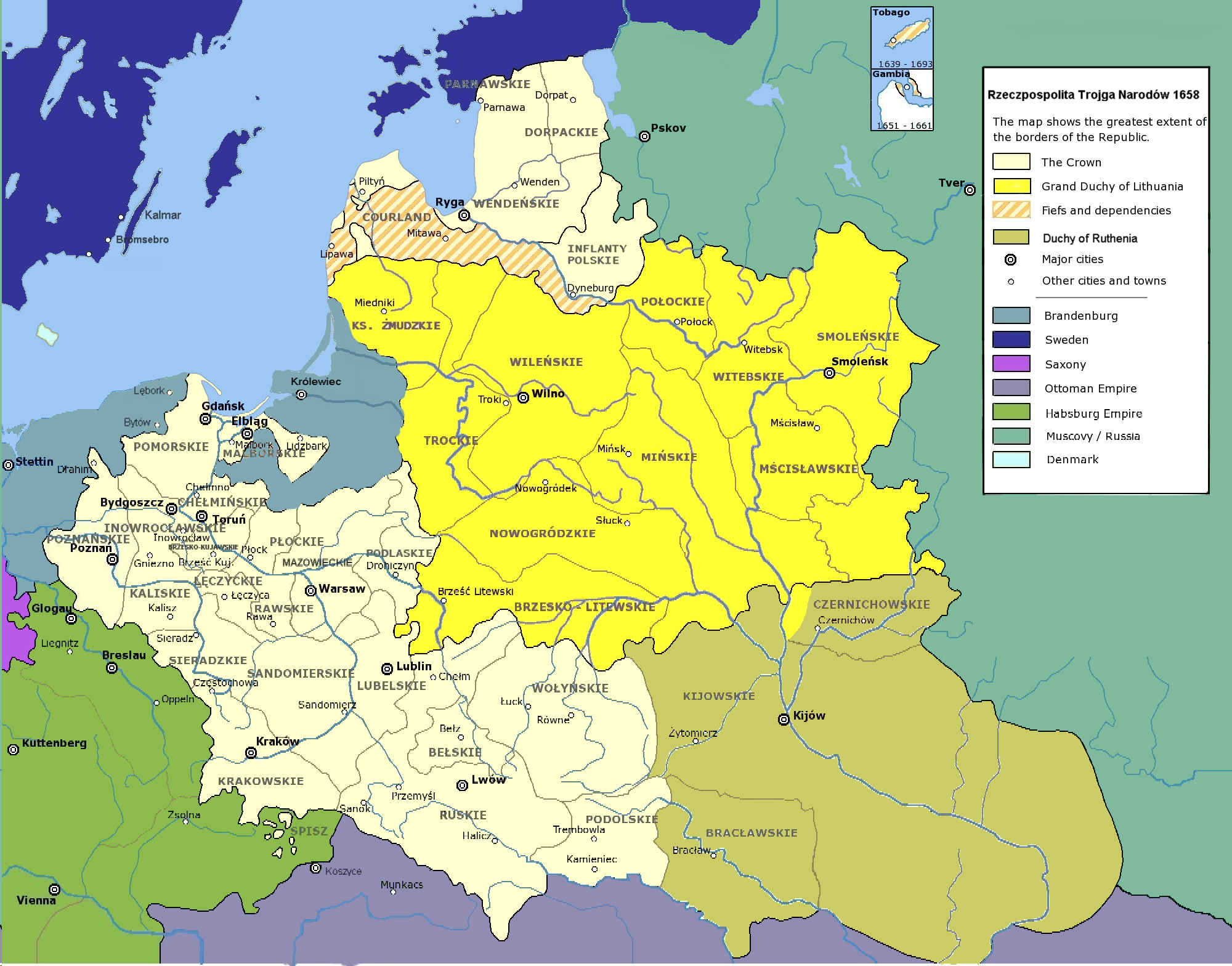
Polen-Litauen 1658
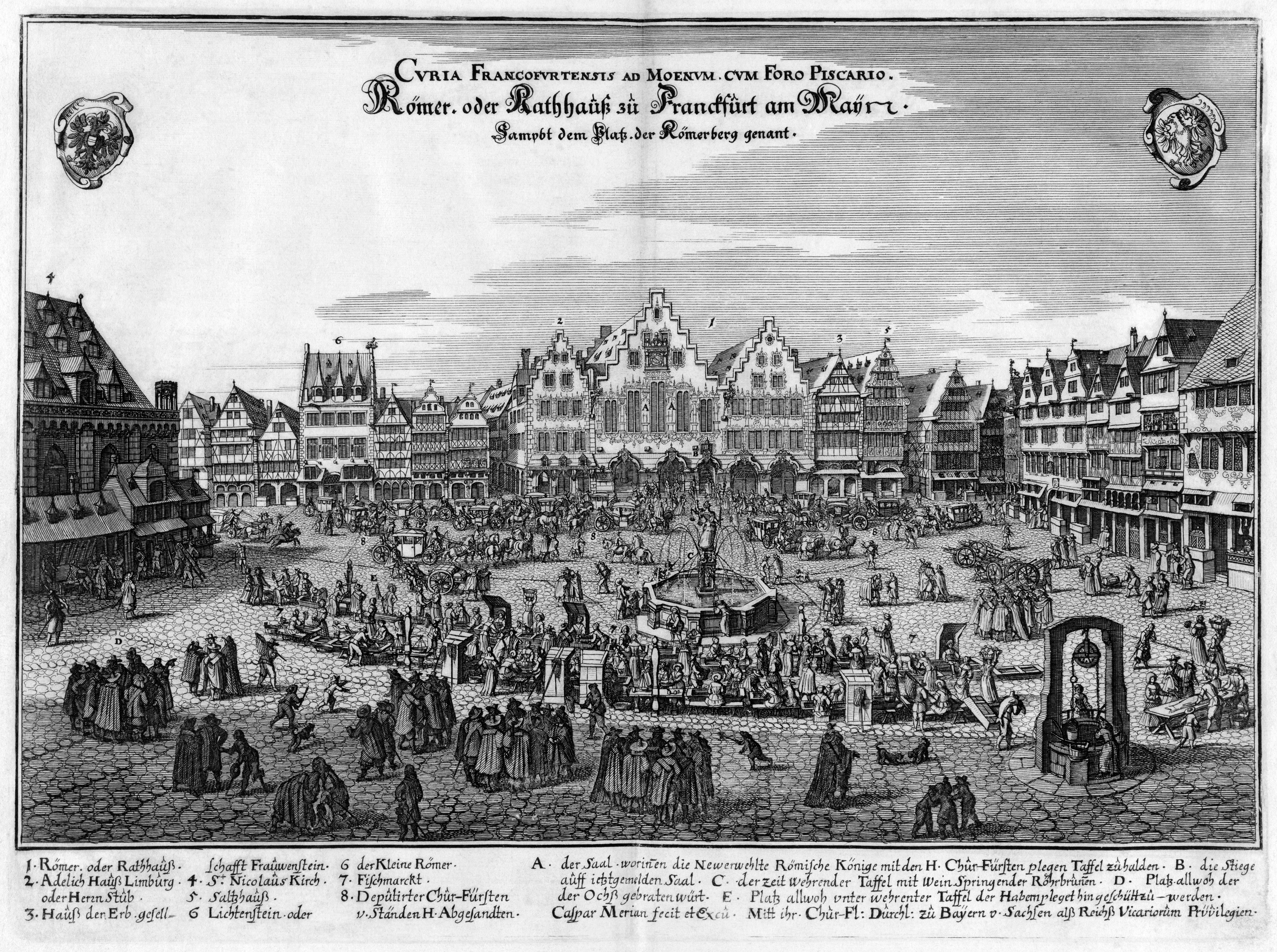
Frankfurt/Main 1658

## Geboren

### Geburtsdatum gesichert
- 09. Januar: Nicolas Coustou, französischer Bildhauer († 1733)
- 10. Februar: Daniel Christoph Beckher, deutscher Mediziner († 1691)
- 09. März: Juan de Acuña, spanischer Offizier, Kolonialverwalter und Vizekönig von Neuspanien († 1734)
- 19. April: Johann Wilhelm, Kurfürst der Pfalz († 1716)
- 22. April: Giuseppe Torelli, italienischer Violinist und Komponist († 1709)
- 17. Mai: Marcus Conrad Dietze, deutscher Bildhauer und Architekt († 1704)
- 22. Juni: Ludwig VII., Landgraf von Hessen-Darmstadt († 1678)
- 29. Juni: Andreas David Carolus, deutscher lutherischer Theologe († 1707)
- 01. August: Giorgio Cornaro, Kardinal der römisch-katholischen Kirche und Bischof von Padua († 1722)
- 10. August: Susanne Maria von Sandrart, deutsche Künstlerin († 1716)
- 22. August: Johann Ernst, Herzog von Sachsen-Saalfeld († 1729)
- 29. September: Detlev Siegfried von Ahlefeldt, Herr auf Brodau und Königlicher Landrat († 1714)
- 05. Oktober: Maria Beatrice d’Este, Königin von England, Schottland und Irland († 1718)
- 14. Oktober: Johann Christoph Männling, deutscher Dichter und Schriftsteller († 1723)
- 16. Oktober: Luka Mislej, slowenischer Steinmetz und Bildhauer († 1727)
- 19. Oktober: Adolf Friedrich II., späterer regierender Herzog von Mecklenburg-Strelitz († 1708)
- 01. November: Johann Conrad Arnoldi, deutscher Pädagoge, Logiker, Bibliothekar und lutherischer Theologe († 1735)
- 11. November: James Douglas-Hamilton, 4. Duke of Hamilton, schottisch-britischer Adeliger († 1712)
- 25. November: Andreas Austen, deutscher reformierter Theologe, Gräzist und Orientalist († 1703)
- 26. November: Marc’Antonio Zondadari, Großmeister des Malteserordens († 1722)
- 09. Dezember: Georg Christian Joannis, deutscher evangelischer Theologe und Historiker († 1735)
- 14. Dezember: Lüder Mencke, Rektor der Universität Leipzig († 1726)

### Genaues Geburtsdatum unbekannt
- Jonas Casimir von Auer, preußischer Oberst († 1721)
- Nicolas Andry de Boisregard, französischer Arzt und Literat († 1742)
- Ogata Korin, japanischer Künstler († 1716)
- Giovanni Battista Passerini, italienischer Bildhauer († 1710)
- Damian Stachowicz, polnischer Komponist († 1699)

## Gestorben

### Todesdatum gesichert
- 07. Januar: Theophilus Eaton, englischer Siedler in Nordamerika (* 1590)
- 08. Januar: Anna Schulten, Opfer der Cansteiner Hexenprozesse (* um 1628)
- 09. Januar: Melchior Graf von Hatzfeldt, kaiserlich-habsburgischer Feldherr (* 1593)
- 12. Januar: Johann Carl Aichbühel, Rektor der Universität Wien (* 1598)
- 28. Januar: Matthias Pasor, deutscher Theologe, Mathematiker und Linguist (* 1599)
- 12. Februar: Konrad Carpzov, deutscher Rechtswissenschaftler und Staatsmann (* 1593)
- 27. Februar: Adolf Friedrich I., Herzog zu Mecklenburg (* 1588)
- 28. Februar: Johann Lauremberg, niederdeutscher Schriftsteller (* 1590)
- 20. März: Christina Sophia von Ostfriesland, Landgräfin von Hessen-Butzbach (* 1609)
- 25. März: Hermann IV., Landgraf von Hessen-Rotenburg (* 1607)
- 29. März: Bertuccio Valier, 102. Doge von Venedig (* 1596)
- 07. April: Juan Eusebio Nieremberg, spanischer Jesuit und Mystiker (* 1595)
- 10. April: Peter Concorz, kaiserlicher Kammerbildhauer und Hofbaumeister in Wien (* 1605)
- 19. April: Kirsten Munk, zweite Ehefrau des dänischen Königs Christian IV. (* 1598)
- 19. April: Robert Rich, 2. Earl of Warwick, englischer Kolonialverwalter, Admiral und Puritaner (* 1587)
- 01. Juni: Peter II. Scherenberger, Abt des Zisterzienserklosters in Ebrach
- 03. Juni: Johann Merck, deutscher Pädagoge  (* 1577)
- 19. Juli: Hugo Friedrich von Eltz, Gesandter des Erzbischofs von Trier bei den Westfälischen Friedensverhandlungen (* 1597)
- 05. August: Gundaker von Liechtenstein, österreichischer Adliger (* 1580)
- 19. August: Christine, Prinzessin von Hessen-Kassel und Herzogin von Sachsen-Eisenach (* 1578)
- 03. September: Hans Jakob Ammann, Schweizer Wundarzt, Ägyptenreisender und Reiseschriftsteller (* 1586)

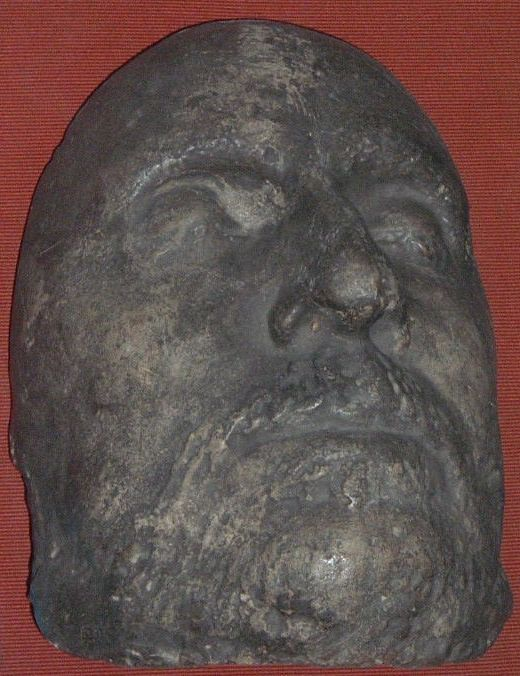
Cromwells Totenmaske im Museum of London

- 03. September: Oliver Cromwell, Lordprotektor von England, Schottland und Irland (* 1599)
- 17. September: Kaspar von Barth, deutscher Philologe (* 1587)
- 17. September: Georg Philipp Harsdörffer, deutscher Dichter des Barock (* 1607)
- 22. September: Camillo Gonzaga, italienischer Militär (* 1600)
- 14. Oktober: Francesco I. d’Este, Herzog von Reggio, Modena (* 1610)
- 03. Dezember: Johannes Micraelius, deutscher Dichter und Philosoph (* 1597)
- 06. Dezember: Baltasar Gracián, spanischer Jesuit, Prediger und Schriftsteller (* 1601)
- 19. Dezember: Johann Bergius, deutscher reformierter Theologe (* 1587)
- 24. Dezember: Friedrich Scultetus, deutscher evangelischer Theologe (* 1602)

### Genaues Todesdatum unbekannt
- Bartolomeo Avanzini, italienischer Architekt (* 1608)
- Abba Gregorius, äthiopischer Priester (* zwischen 1595 und 1600)
- Clara Peeters, flämische Malerin (* um 1589)
- Rebecca Vaughan, englische Alchemistin
- Lucy Walter, Mätresse des englischen Königs Karl II. (* 1630)